# Zòpir d'Alexandria
Zòpir d'Alexandria (en llatí Zopirus, en grec antic Ζώπυρος) va ser un metge i cirurgià grec nadiu d'Alexandria, mestre d'Apol·loni Citiensis i de Posidoni. Va viure a la primera part del segle i aC.
Va inventar un antídot que va enviar a Mitridates VI Eupator a qui va escriure una carta demanant poder-lo provar amb un criminal, segons diu Galè. Va preparar un antídot similar per un dels Ptolemeus. Les seves fórmules mèdiques les mencionen Celi Aurelià, Oribasi, Aeci, Paule Egineta, Marcel Empíric i Nicolau Mirepsos.
Plini i Dioscòrides Pedaci parlen d'una planta anomenada zopyron que segurament havia agafat el seu nom d'aquest metge. Nicarc satiritza en un dels seus epigrames inclosos a l'Antologia grega un metge de nom Zòpir, que sembla que hauria viscut a Egipte, i que podria ser el metge citat per Apol·loni Citensis i Appuleu Cels, i si és així hauria viscut abans del que se suposa.